# Frea humeralis
Frea humeralis là một loài bọ cánh cứng trong họ Cerambycidae.